# Spółdzielcza Kasa Oszczędnościowo-Kredytowa w Wołominie
Spółdzielcza Kasa Oszczędnościowo-Kredytowa w Wołominie (SKOK Wołomin) – była polska instytucja finansowa z siedzibą w Wołominie, która swoją działalność opierała na zasadzie spółdzielczości. 

## Historia
SKOK Wołomin rozpoczął działalność 1 września 1999. Na początku 2014 r. SKOK Wołomin posiadał 102 placówki na terenie 10 województw, obsługując ponad 79 tysięcy członków.
5 listopada 2014 r. Komisja Nadzoru Finansowego (KNF) ustanowiła w Spółdzielczej Kasie Oszczędnościowo-Kredytowej w Wołominie zarząd komisaryczny.
W dniu 10 grudnia 2014 Komisja Nadzoru Finansowego podjęła decyzję o zawieszeniu z dniem 11 grudnia 2014 r. działalności Spółdzielczej Kasy Oszczędnościowo-Kredytowej w Wołominie i wystąpieniu w dniu 12 grudnia 2014 r. do Sądu Rejonowego dla Warszawy Pragi-Północ w Warszawie z wnioskiem o ogłoszenie jej upadłości.
17 grudnia 2014 r. zarząd Bankowego Funduszu Gwarancyjnego podjął decyzję w sprawie realizacji wypłat środków gwarantowanych deponentom Spółdzielczej Kasy Oszczędnościowo-Kredytowej w Wołominie. Kwota stanowiąca sumę środków gwarantowanych przekazana na wypłaty środków gwarantowanych wyniosła 2 246 390 228 zł.
5 lutego 2015 Sąd Rejonowy dla m.st. Warszawy w Warszawie wydał postanowienie o ogłoszeniu upadłości Spółdzielczej Kasy Oszczędnościowo-Kredytowej w Wołominie. Przyczyną upadłości były m.in. nieprawidłowości przy udzielaniu wysokokwotowych kredytów rzutujących na jakość portfela kredytowego.
19 marca 2015 r. Sąd Rejonowy dla m.st. Warszawy zmienił sposób prowadzenia postępowania upadłościowego SKOK Wołomin z możliwości zawarcia układu na postępowanie obejmujące likwidację majątku SKOK Wołomin.
13 października 2023 Tomasz Sekielski i Marek Sekielski opublikował film „Korzenie zła”, dokumentujący nieprawidłowości związane z działaniem SKOK-u oraz powiązania ze środowiskiem Prawa i Sprawiedliwości.